# Trigonomima cyanella
Trigonomima cyanella är en tvåvingeart som beskrevs av Osten Sacken 1882. Trigonomima cyanella ingår i släktet Trigonomima och familjen rovflugor.
Artens utbredningsområde är Filippinerna. Inga underarter finns listade i Catalogue of Life.